# خورخي باردو (عازف جاز)
خورخي باردو (بالإسبانية: Jorge Pardo)‏ هو عازف جاز إسباني، ولد في 1 ديسمبر 1956 في مدريد في إسبانيا.

## وصلات خارجية
- خورخي باردو على موقع IMDb (الإنجليزية)
- خورخي باردو على موقع ميوزك برينز (الإنجليزية)
- خورخي باردو على موقع أول ميوزيك (الإنجليزية)
- خورخي باردو على موقع ديسكوغز (الإنجليزية)